# 刘伟 (1957年10月)
刘伟（1957年10月—），男，河南漯河人，中华人民共和国政治人物。副教授。曾任北京市人大常委会副主任、党组副书记，北京市总工会主席。

## 生平
毕业于北京钢铁学院精密合金专业。1974年5月参加工作，1981年4月加入中国共产党。曾任北京钢铁学院团委书记，共青团北京市委副书记，北京青年政治学院副院长，北京市朝阳区委副书记，中共北京市委610办主任，中共北京市委副秘书长、中共北京市委政法委常务副书记。
2008年12月，任中共房山区委书记。
2016年1月28日，当选北京市第十四届人民代表大会常务委员会副主任，党组副书记。2018年2月24日，当选为第十三届全国人大代表。2018年4月26日当选北京市总工会主席。
2021年1月，因年龄达限，辞去北京市人大常委会副主任职务。2月，不再担任北京市总工会主席。